# Tlalixcoyan
Tlalixcoyan è una municipalità dello stato di Veracruz, nel Messico centrale, il cui capoluogo è la località omonima.
Conta 37.037 abitanti (2010) e ha una estensione di 917,68 km². 	 		
Il significato del nome della località in lingua chinanteca è terra che emerge alla superficie.